# Tancred de Galilea

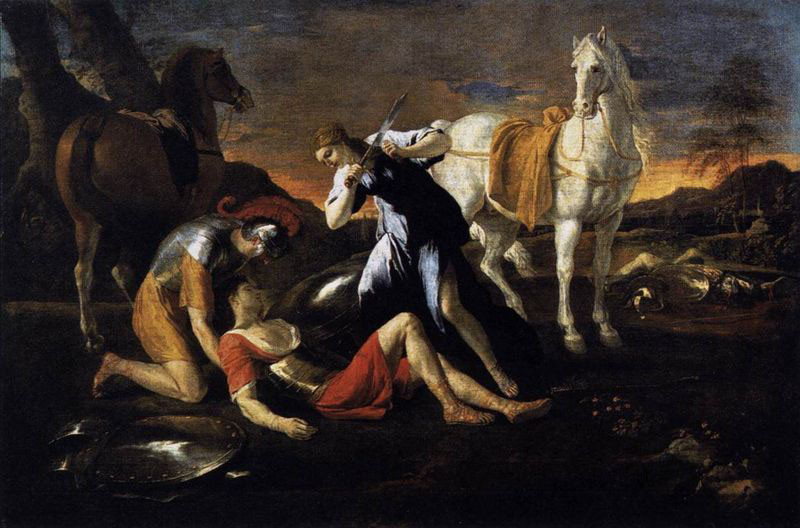
Tancred i Erminia de Nicolas Poussin - Tancred de Galilea en una versió romantitzada creada el.

 Tancred de Galilea  o Tancred d'Hauteville (1072 o 1076 - 5 o 12 de desembre de 1112) fou un líder de la Primera Croada que després es va fer príncep de Galilea i regent del Principat d'Antioquia. Era fill d'Emma de la Pulla (filla de Robert Guiscard). Així doncs, era nebot de Bohemon de Tàrent i net de Robert Guiscard.
El 1096, Tancred va participar amb el seu oncle Bohemon a la Primera Croada. A Constantinoble, els líders croats van ser pressionats per Aleix I Comnè el qual els feu prometre que cedirien a l'Imperi Romà d'Orient les terres que conquerissin als musulmans. Malgrat que els altres líders havien jurat, però sense intenció de complir la promesa, Tancred rebutjà fins i tot de fer el jurament.
Havent participat en el setge de Nicea el 1097, va veure com la ciutat era presa per l'exèrcit d'Aleix Comnè causa de les negociacions secretes d'aquest amb els turcs seljúcides. A partir d'aquest moment Tancred no va confiar en els romans d'Orient. Més tard aquell mateix any, va prendre Tars i altres ciutats de Cilícia, i va participar en el setge d'Antioquia el 1097.
L'any següent, durant l'atac a Jerusalem, Tancred, i Gastó IV de Bearn, van reclamar l'honor d'haver estat els primers croats a entrar a la ciutat el 15 de juliol. Tots dos van fer centenars de presoners musulmans, donant protecció a alguns d'aquests a la teulada del Temple de Jerusalem. Però l'endemà va ordenar als croats la massacre dels refugiats al temple, musulmans i jueus, homes i dones. Quan es va establir el Regne de Jerusalem, Tancred va rebre el Principat de Galilea, vassall d'aquest regne.
Tancred va renunciar al seu principat per fer-se regent d'Antioquia el 1100, quan el seu oncle Bohemon va ser empresonat pels dashmendites. Va expandir el territori del principat en prendre terres dels romans d'Orient, tot i que en la dècada següent Aleix Comnè va intentar, sense èxit, subjugar-lo sota el control del seu imperi.
El 1104 també es va fer regent del Comtat d'Edessa quan Balduí II va ser empresonat en la batalla d'Haran. I després del seu alliberament el 1107, Balduí va haver de lluitar contra Tancred, aliant-se a alguns governants musulmans locals per reprendre el seu comtat i veure el seu regent i rival tornar per Antioquia.
El 1108, amb la mort de Gervais de Bazoches, Tancred va tornar a assumir el control del Principat de Galilea. Renegà del tractat de Devol, pel qual Bohemon havia jurat vassallatge a Aleix Comnè, i per diverses dècades el Principat d'Antioquia es va mantenir independent de l'Imperi Romà d'Orient. El 1110 va prendre Krak dels Cavallers, ciutat que més tard es faria una important fortalesa del Comtat de Trípoli.
Tancred va romandre regentant Antioquia, en nom del seu cosí Bohemon II fins a la seva mort el 1112, durant una epidèmia de Febre tifoide. S'havia casat amb Cecília de França, filla del rei Felip I de França, però va morir sense generar descendència.

## Tancred en la ficció
- Tancred sorgeix com un personatge en el poema del segle xvi  Gerusalemme Liberata  (Jerusalem alliberada), de Torquato Tasso, en el qual és retratat com un heroi èpic, amb un amor (ficcional) per una guerrera pagana anomenada Clorinda. És estimat també per la ficcional princesa Erminia d'Antioquia.
- Part dels versos de Torquato Tasso van ser adaptats per Claudio Monteverdi en la seva obra dramàtica de 1624 " Il Combattimento di Tancredi i Clorinda ".
- el 1759 Voltaire va escriure la peça de teatre  Tancred , en la qual Gioachino Rossini va basar la seva òpera  Tancredi  de 1813.
- Tancred també sorgeix en una escena de  La Tragèdia de l'home  de Imre Madách.